# Calophyllum pauciflorum
Calophyllum pauciflorum är en tvåhjärtbladig växtart som beskrevs av Albert Charles Smith. Calophyllum pauciflorum ingår i släktet Calophyllum och familjen Calophyllaceae. Inga underarter finns listade i Catalogue of Life.